# Мидзуно, Соноя
Соноя Мидзуно (англ. Sonoya Mizuno; род. 1 июля 1986) — британская актриса японского происхождения, фотомодель и балерина.

## Биография
Родилась в Токио, но вскоре после её рождения семья перебралась в Сомерсет, в Великобританию. Её отец — японец, а мать — наполовину британка, наполовину аргентинка. В детстве обучалась в Royal Ballet School, после окончания которой играла в нескольких балетных труппах, включая Semperoper Ballet, в Дрездене, в Германии, Ballet Ireland, New English Ballet Theatre и Scottish Ballet.
В возрасте 20 лет начала карьеру фотомодели и позировала для таких брендов, как Chanel, Alexander McQueen, Saint Laurent и Louis Vuitton. На протяжении 2014 года Мидзуно играла в постановке Артура Пита «Величайшие шоу» в Королевском театре «Ковент-Гарден».
Дебютировала в кино, снявшись в научно-фантастическом триллере Алекса Гарленда «Из машины», выход в прокат в Великобритании которого состоялся в январе 2015 года. В том же году она также снялась в эпизодической роли танцовщицы в фильме Майкла Дамиана «Нервы на пределе». В 2016 году снялась в видеоклипе на песню исполнителей The Chemical Brothers и Бека «Wide Open».
В августе 2016 года появилась в музыкальном видео на песню Фрэнка Оушена, «Nikes». Была номинирована на три премии за участие в съёмках фильма «Ла-Ла Ленд» (В Великобритании выход в прокат состоялся в январе 2017 года), где она сыграла роль Кейтлин, соседки по комнате Мии (Эмма Стоун).
В 2017 году появилась в эпизодической роли в киноэкранизации Диснея «Красавица и Чудовище» и присоединилась к актёрскому составу фильма Warner Bros. «Безумно богатые азиаты», где в главных ролях снялись Констанс Ву и Мишель Йео.
Исполнила главную роль в сериале Кэри Фукунаги для Netflix «Маньяк». В 2018 году сыграла главную роль Лили Чан в мини-сериале FX Алекса Гарленда «Разрабы».

## Фильмография

### Фильмы
| Год  | Фильм                  | Роль             | Примечания      |
| ---- | ---------------------- | ---------------- | --------------- |
| 2012 | Венера в астрономии    | Форест Гуард     |                 |
| 2014 | Из машины              | Киоко            |                 |
| 2016 | Нервы на пределе       | Джаззи           |                 |
| 2016 | Уличные коты           | Сьюзи            |                 |
| 2016 | Ла-Ла Ленд             | Кейтлин          |                 |
| 2017 | Красавица и Чудовище   | Дебютантка       |                 |
| 2018 | Аннигиляция            | Кэти/Гуманоид    |                 |
| 2018 | Всё о Нине             | Ганджа           |                 |
| 2018 | Местные                | Бетси            |                 |
| 2018 | Безумно богатые азиаты | Араминта Ли      |                 |
| 2019 | Амбиция                | Сара             |                 |
| 2022 | Я в порядке?           | Джейн            |                 |
| 2022 | Род мужской            | голос диспетчера |                 |
| 2023 | Недостатки             | Мередит          |                 |
| 2023 | Seekers                | Вега             | короткометражка |
| 2024 | Let                    | Мия              | короткометражка |
| 2024 | Падение империи        | Аня              |                 |
| TBA  | Deep Cover             |                  |                 |
| TBA  | Don’t Forget           |                  | короткометражка |
| TBA  | Even in the Wind       | Эмма             | короткометражка |
| TBA  | Вечное возвращение     |                  |                 |

### Телевидение
| Год  | Телесериал      | Роль           | Примечания       |
| ---- | --------------- | -------------- | ---------------- |
| 2018 | Маньяк          | Доктор Фудзита | мини-сериал      |
| 2020 | Разрабы         | Лили Чан       | мини-сериал      |
| 2022 | Дом Дракона     | Мисария        | основной кастинг |
| 2024 | Терминатор Зеро | Эйко           | озвучивание      |